# Harold Blanchard (Musiker)
Harold Alfred Blanchard (* 1930 in New York; † 19. Dezember 2010 in Edgewater, Florida) war ein US-amerikanischer Pianist, Arrangeur, Komponist und Hochschullehrer, der im Bereich des Jazz und der klassischen Musik arbeitete.

## Leben
Blanchard wuchs in New York als Sohn eines Musikerpaars auf; sein Vater war Musiker in den Bigbands von Cab Calloway und Erskine Hawkins. Nach erstem Klavierunterricht durch seinen Vater debütierte er mit sechs Jahren mit Chopin-Stücken; ab sieben Jahren hatte er Unterricht bei Edwin Coates und studierte dann an der Juilliard School of Music sowie bei Jacques Abram. Mit 14 Jahren trat er erstmals als klassischer Solist auf. 1977 zog er nach Florida, nachdem er mehrere Jahre auf den Bahamas und in Zentralamerika (u. a. in Guatemala) als Musiker und Musikpädagoge gearbeitet hatte.
Er komponierte eine Reihe von Werken der klassischen Musik, wie Guatemala Connection, das von Columbia Records aufgenommen wurde. Auf Anregung von Hubert Laws entstand seine Komposition New Earth Sonata (1983), bei deren Einspielung er mit Chick Corea und Quincy Jones zusammenarbeitete; das resultierende Album New Earth stand 16 Monate in den Billboard Top 10. Ab 1983 unterrichtete er als Dozent (adjunct professor) an der Stetson University in DeLand, Florida, hielt Kurse über Improvisation und betätigte sich weiterhin als Komponist. Sein Concertino for Flute and Orchestra wurde vom Stetson University Orchestra uraufgeführt; 1989 folgte sein Piano Concerto in E Flat. Die Komposition Explorations for Violin Duo and Piano hat er für Routa Kroumovitch und Alvaro Gomez geschrieben.
In späteren Jahren trat Blanchard als Solist und Leiter der Jazzformation The Harold Blanchard Trio and Suzy Park in Zentralflorida auf und konzertierte bis 2003 regelmäßig auf dem Hampton Jazz Festival in Virginia und bis 2008 auf dem Jazzfestival in seinem Wohnort New Smyrna Beach, wo er bis zu seinem Tod Ende 2010 lebte.
Am 26. September 2008 ehrte ihn New Smyrna Beach mit einem Harold Blanchard Day.

## Weitere Kompositionen
- Slightly Blue (1991)
- String Quartet No. 1 (1993)
- Innocent Meanderings (1993)[7]

## Diskographische Hinweise
- Dining with Harold Blanchard at the Keyboard